# 영력 (남명)
영력(永曆, 1647년 ~ 1661년 또는 1683년)은 남명 영력제(永曆帝)의 연호이다.
영력 2년(1648년), 융무 연호를 사용하던 정성공(鄭成功) 세력이 영력제에게 입조한 후, 영력 연호를 사용하기 시작하였다. 이후, 정성공이 세운 동녕국(東寧國)에서 1683년까지 영력 연호를 차용하였다.
영력 15년(1661년) 12월, 영력제가 버마의 따웅우 왕조에서 영력제 일가를 인계하여 오삼계에게 잡혀서 압송된다. 이듬해 4월, 영력제가 곤명(昆明)에서 오삼계에 의해 액사(교살)당한다.

## 개원
- 융무(隆武) 2년 11월 18일[1](그레고리력 1646년 12월 24일)에 연호를 영력(永曆)으로 정하고, 내년 1월 1일[2](그레고리력 1647년 2월 5일)에 개원함.[3][4][5][6]

- 영력(永曆) 15년 12월 3일[7](그레고리력 1662년 1월 22일)에 오삼계가 지휘하는 군대에 잡히게 되면서, 공식적으로 영력 연호가 중지된다.[3][4][5][8]

## 연대 대조표
| 영력 | 서기(西紀) | 간지(干支) | 청나라 연호     |
| 원년 | 1647년     | 정해(丁亥) | 순치(順治) 4년  |
| 2년  | 1648년     | 무자(戊子) | 순치 5년        |
| 3년  | 1649년     | 기축(己丑) | 순치 6년        |
| 4년  | 1650년     | 경인(庚寅) | 순치 7년        |
| 5년  | 1651년     | 신묘(辛卯) | 순치 8년        |
| 6년  | 1652년     | 임진(壬辰) | 순치 9년        |
| 7년  | 1653년     | 계사(癸巳) | 순치 10년       |
| 8년  | 1654년     | 갑오(甲午) | 순치 11년       |
| 9년  | 1655년     | 을미(乙未) | 순치 12년       |
| 10년 | 1656년     | 병신(丙申) | 순치 13년       |
| 영력 | 서기(西紀) | 간지(干支) | 청나라 연호     |
| 11년 | 1657년     | 정유(丁酉) | 순치(順治) 14년 |
| 12년 | 1658년     | 무술(戊戌) | 순치 15년       |
| 13년 | 1659년     | 기해(己亥) | 순치 16년       |
| 14년 | 1660년     | 경자(庚子) | 순치 17년       |
| 15년 | 1661년     | 신축(辛丑) | 순치 18년       |

### 동녕국(東寧國)
| 영력 | 서기(西紀) | 간지(干支) | 청나라 연호     |
| 15년 | 1661년     | 신축(辛丑) | 순치(順治) 18년 |
| 16년 | 1662년     | 임인(壬寅) | 강희(康熙) 원년 |
| 17년 | 1663년     | 계묘(癸卯) | 강희 2년        |
| 18년 | 1664년     | 갑진(甲辰) | 강희 3년        |
| 19년 | 1665년     | 을사(乙巳) | 강희 4년        |
| 20년 | 1666년     | 병오(丙午) | 강희 5년        |
| 영력 | 서기(西紀) | 간지(干支) | 청나라 연호     |
| 21년 | 1667년     | 정미(丁未) | 강희(康熙) 6년  |
| 22년 | 1668년     | 무신(戊申) | 강희 7년        |
| 23년 | 1669년     | 기유(己酉) | 강희 8년        |
| 24년 | 1670년     | 경술(庚戌) | 강희 9년        |
| 25년 | 1671년     | 신해(辛亥) | 강희 10년       |
| 26년 | 1672년     | 임자(壬子) | 강희 11년       |
| 27년 | 1673년     | 계축(癸丑) | 강희 12년       |
| 28년 | 1674년     | 갑인(甲寅) | 강희 13년       |
| 29년 | 1675년     | 을묘(乙卯) | 강희 14년       |
| 30년 | 1676년     | 병진(丙辰) | 강희 15년       |
| 영력 | 서기(西紀) | 간지(干支) | 청나라 연호     |
| 31년 | 1677년     | 정사(丁巳) | 강희(康熙) 16년 |
| 32년 | 1678년     | 무오(戊午) | 강희 17년       |
| 33년 | 1679년     | 기미(己未) | 강희 18년       |
| 34년 | 1680년     | 경신(庚申) | 강희 19년       |
| 35년 | 1681년     | 신유(辛酉) | 강희 20년       |
| 36년 | 1682년     | 임술(壬戌) | 강희 21년       |
| 37년 | 1683년     | 계해(癸亥) | 강희 22년       |

## 동시대 연호

### 중국
남명(南明)
- 감국(監國) (1646년 ~ 1653년)
- 정무(定武) (1646년 ~ 1663년)
- 동무(東武) (1648년)

대청(大淸)
- 순치(順治) (1644년 ~ 1661년)
- 강희(康熙) (1662년 ~ 1722년)

중국(기타)
- 장이순(蔣爾恂) 중흥(中興) (1647년)
- 장근당(張近堂) 천정(天正) (1648년)
- 소유당(蕭惟堂) 천순(天順) (1661년)

### 베트남
후 레 왕조(後黎朝)
- 푹타이(福泰) (1643년 ~ 1649년)
- 카인득(慶德) (1649년 ~ 1653년)
- 틴득(盛德) (1653년 ~ 1658년)
- 빈토(永壽) (1658년 ~ 1662년)

막 왕조(莫朝)
- 투언득(順德) (1638년 ~ 1661년)
- 빈쓰엉(永昌) (1661년 ~ 1680년)

### 일본
- 쇼호(正保) (1644년 ~ 1648년)
- 게이안(慶安) (1648년 ~ 1652년)
- 조오(承應) (1652년 ~ 1655년)
- 메이레키(明曆) (1655년 ~ 1658년)
- 만지(萬治) (1658년 ~ 1661년)
- 간분(寬文) (1661년 ~ 1673년)

## 같이 보기
- 다른 왕조의 같은 연호
  - 일본(日本) 에이랴쿠(永曆, 1160년 ~ 1161년)

- 중국의 연호 목록